# 眞下貴
真下 貴（ましも たかし、1969年7月15日 - ）は、NHKのエグゼクティブアナウンサー。

## 人物
東京で生まれたが、親の仕事の都合で神戸に引っ越し、そこで育つ。甲陽学院高等学校を経て京都大学経済学部卒業後、1992年入局。
好きな食べ物は化学調味料や添加物を含まないもの。

## 嗜好・挿話
- 地元の神戸放送局赴任中に阪神・淡路大震災に遭遇し、激しく損壊した同局舎から被害報道に当たった[1][2]。
- 関西の局に在籍中は関西弁でレポートやDJを担当する事が多かった[2]。
- 主に情報・報道番組を中心に担当している[2]。

## 担当番組
太字は、担当中の番組

### 神戸放送局時代（1992年度 - 1997年8月）
- 阪神・淡路大震災後の災害報道・レポート

### 東京アナウンス室時代（1度目）（1997年8月 - 2007年度）
- NHKニュースおはよう日本［キャスター］
  - アジア&ワールド：1999・2000年度
  - 住田功一の代理：2000年8月7日 - 18日
  - 平日〔5:00 - 6:29〕：2006年度
  - 土日・祝日：2007年度
- 首都圏いきいきワイド（関東ローカル、2001・2002年度）
- 首都圏ネットワーク（関東ローカル、2003年度は17時台→2004・2005年度は18時台）
- 首都圏ニュース845（関東ローカル、2003年度 - 2005年度）
- 風林火山　風林火山紀行（2007年）- ナレーション

### 大阪放送局時代（2008年度 - 2011年度）
- ニューステラス関西（大阪ローカル、2008年度 - 2011年度）
  - スポーツコーナーなど、一部のコーナーでは、関西弁でコメントを挟んだ。
- 平日正午のNHKニュース（総合テレビ関西のニュース、期間同上）
- 東日本大震災関連報道（支援要員として東京へ派遣）
- 震災に負けない お元気ですか日本列島（2011年9月1日）
  - 東京・渋谷のNHK放送センターが大規模災害により放送の送出が不可能となった際の大阪放送局のバックアップ機能に関する取り組みを紹介した。

### 東京アナウンス室時代（2度目・日本語センター出向）（2012年度 - 2016年度）
- NHK BSニュース（2012年度）
- NEWS WEB（2012・2013年度）- ニュースリーダー
  - 橋本奈穂子の代理キャスター（2012年10月17日 - 27日）
- ニュースウオッチ9（2013年度）- ニュースリーダー
- 世界で一番美しい瞬間 - ナレーション
- 世界で一番美しい瞬間 10min. - ナレーション
- 地球イチバン ミニ（不定期） - ナレーション
- Nスペ5min. 廃炉への道 2015 “核燃料 デブリ” 未知なる闘い（2015年5月16日）- ナレーション
- BSコンシェルジュ（2015年4月3日 - 2016年3月25日、NHK総合・BSプレミアム）
- グローバルディベートWISDOM（NHK BS1）
- ニュース・気象情報（不定期）
- スタジオパークからこんにちは（2016年4月 - 2017年3月）
- コズミックフロント☆NEXT（2015年4月9日 - 2017年3月）（NHK BSプレミアム）- ナレーション
- ワイルドライフ（2013年11月4日 - 2017年3月、NHK BSプレミアム） - ナレーション（不定期）

### 仙台放送局時代（2017年度 - 2020年度）
- 宮城県・東北地方のニュース
- クローズアップ東北（進行）（2017年度）
  - クローズアップみやぎ（2017年度）
- てれまさむね（キャスター）（2018年4月 - 2020年3月）
- 正午のニュース（野村正育の代理キャスター）（ラジオ第1・FM：2020年8月17日 - 21日）
  - NHKきょうのニュース（野村正育の代理キャスター）（ラジオ第1・FM：2020年8月17日 - 21日）

### 日本語センター出向（2度目）（2021年度 - 2023年度）
- Nらじ（キャスター）（NHKラジオ第1：2021年3月29日 - 2024年3月29日）
- 参議院議員通常選挙開票速報（メインキャスター）（NHKラジオ第1・NHK-FM：2022年7月10日 － 11日）
- 第20回統一地方選挙開票速報（メインキャスター）（NHKラジオ第1）：2023年4月9日